# Palo Blanco, Sonora
Palo Blanco är en ort i Mexiko.   Den ligger i kommunen Navojoa och delstaten Sonora, i den nordvästra delen av landet, 1 400 km nordväst om huvudstaden Mexico City. Palo Blanco ligger 48 meter över havet och antalet invånare är 157.
Terrängen runt Palo Blanco är huvudsakligen platt. Palo Blanco ligger nere i en dal. Runt Palo Blanco är det ganska glesbefolkat, med 36 invånare per kvadratkilometer. Närmaste större samhälle är Navojoa, 12,4 km sydväst om Palo Blanco. I omgivningarna runt Palo Blanco växer huvudsakligen savannskog.